# Birmingham Senior Challenge Cup
Birmingham Senior Challenge Cup er en fodboldturnering for medlemsklubberne af Birmingham County Football Association. Første udgave af turneringen blev spillet i sæsonen 1875-76, hvor Tipton FC vandt finalen, og den er dermed en af de ældste stadig aktive fodboldturneringer.
Birmingham Senior Cup er en lokal pokalturnering, som gennem tiden har haft deltagelse af alle de store klubber i West Midlands: Aston Villa FC, Birmingham City FC, Coventry City FC, Stoke City FC, West Bromwich Albion FC, Walsall FC og Wolverhampton Wanderers FC. I moderne tid har der imidlertid været en tendes til at størstedelen af de store klubber har stillet med reserve- og/eller ungdomshold i turneringen, hvilket har givet de lavere rangerende klubber en chance for at triumfere. Områdets (og turneringens) mest succesrige hold, Aston Villa FC, har slet ikke deltaget i adskillige år.

## Resultater

### Vindere
| Klub                    | Antal sejre | Seneste sejr | Antal tabte finaler | Seneste tabte finale |
| ----------------------- | ----------- | ------------ | ------------------- | -------------------- |
| Aston Villa             | 19          | 1985         | 10                  | 1996                 |
| Birmingham City         | 12          | 2008         | 3                   | 2005                 |
| Nuneaton Town           | 9           | 2010         | 5                   | 2011                 |
| Wolverhampton Wanderers | 7           | 1987         | 9                   | 2004                 |
| Kidderminster Harriers  | 7           | 1967         | 2                   | 1966                 |
| West Bromwich Albion    | 5           | 1991         | 8                   | 2002                 |
| Leamington              | 5           | 1972         | 5                   | 1979                 |
| Redditch United         | 5           | 2005         | 4                   | 1998                 |
| Walsall                 | 4           | 1994         | 6                   | 2007                 |
| Brierley Hill Alliance  | 4           | 1953         | 2                   | 1954                 |

Seks klubber har vundet turneringen tre gange: Bedworth United, Burton Town, Coventry City, Moor Green, Stourbridge, Tamworth.

### Finaler
| Sæson     | Vinder                                            | Res.                                              | Finalist                                          |
| --------- | ------------------------------------------------- | ------------------------------------------------- | ------------------------------------------------- |
| 1875–76   | Tipton                                            | 1–0                                               | Aston Villa                                       |
| 1876–77   | Wednesbury Old Athletic                           | 3–2                                               | Stafford Road                                     |
| 1877–78   | Shrewsbury Town                                   | 2–1                                               | Wednesbury Strollers                              |
| 1878–79   | Wednesbury Old Athletic                           | 3–2                                               | Stafford Road                                     |
| 1879–80   | Aston Villa                                       | 3–1                                               | Saltley College                                   |
| 1880–81   | Walsall Swifts                                    | 1–0                                               | Aston Villa                                       |
| 1881–82   | Aston Villa                                       | 2–1                                               | Wednesbury Old Athletic                           |
| 1882–83   | Aston Villa                                       | 3–2                                               | Wednesbury Old Athletic                           |
| 1883–84   | Aston Villa                                       | 4–0                                               | Walsall Swifts                                    |
| 1884–85   | Aston Villa                                       | 2–0                                               | Walsall Swifts                                    |
| 1885–86   | West Bromwich Albion                              | 1–0                                               | Walsall Swifts                                    |
| 1886–87   | Long Eaton Rangers                                | 1–0                                               | West Bromwich Albion                              |
| 1887–88   | Aston Villa                                       | 3–2                                               | West Bromwich Albion                              |
| 1888–89   | Aston Villa                                       | 3–0                                               | Wolverhampton Wanderers                           |
| 1889–90   | Aston Villa                                       | 3–0                                               | West Bromwich Albion                              |
| 1890–91   | Aston Villa                                       | 3–0                                               | Wednesbury Old Athletic                           |
| 1891–92   | Wolverhampton Wanderers                           | 5–2                                               | West Bromwich Albion                              |
| 1892–93   | Wolverhampton Wanderers                           | 3–0                                               | Aston Villa                                       |
| 1893–94   | Wolverhampton Wanderers                           | beat                                              | West Bromwich Albion                              |
| 1894–95   | West Bromwich Albion                              | 1–0                                               | Aston Villa                                       |
| 1895–96   | Aston Villa                                       | 2–0                                               | Sheffield United                                  |
| 1896–97   | Walsall                                           | 2–1                                               | Wolverhampton Wanderers                           |
| 1897–98   | Walsall                                           | 3–1                                               | Wolverhampton Wanderers                           |
| 1898–99   | Aston Villa                                       | 4–1                                               | Port Vale                                         |
| 1899–1900 | Wolverhampton Wanderers                           | 2–1                                               | Port Vale                                         |
| 1900-01   | Stoke                                             | 4-3                                               | Aston Villa                                       |
| 1901-02   | Wolverhampton Wanderers                           | 1-0                                               | Aston Villa                                       |
| 1902-03   | Aston Villa                                       | 3-0                                               | West Bromwich Albion                              |
| 1903-04   | Aston Villa                                       | 3-1                                               | Wolverhampton Wanderers                           |
| 1904-05   | Small Heath                                       | 7-2                                               | West Bromwich Albion                              |
| 1905-06   | Aston Villa                                       | 3-1                                               | Birmingham                                        |
| 1906-07   | Birmingham                                        | 5-3                                               | Wolverhampton Wanderers                           |
| 1907-08   | Aston Villa                                       | 6-0                                               | Walsall                                           |
| 1908-09   | Aston Villa                                       | 2-1                                               | Wolverhampton Wanderers                           |
| 1909-10   | Aston Villa                                       | 2-1                                               | Stoke                                             |
| 1910-11   | Coventry City                                     | 2-1                                               | Stourbridge                                       |
| 1911-12   | Aston Villa                                       | 2-1                                               | Willenhall Pickwick                               |
| 1912-13   | Port Vale                                         | 1-0                                               | Wolverhampton Wanderers                           |
| 1913-14   | Stoke                                             | 2-1                                               | Port Vale                                         |
| 1914-15   | Birmingham                                        | 2-0                                               | Stoke                                             |
| 1915-19   | Ingen turneringer på grund af første verdenskrig. | Ingen turneringer på grund af første verdenskrig. | Ingen turneringer på grund af første verdenskrig. |
| 1919-20   | Birmingham                                        | 3-0                                               | Stoke                                             |
| 1920-21   | Birmingham                                        | 5-1                                               | Stoke                                             |
| 1921-22   | Birmingham                                        | 2-1                                               | Wellington Town                                   |
| 1922-23   | Coventry City                                     | 2-1                                               | Bilston United                                    |
| 1923-24   | Wolverhampton Wanderers                           | 2-1                                               | Aston Villa                                       |
| 1924-25   | Redditch Town                                     | 1-0                                               | Cradley Heath                                     |
| 1925-26   | Burton Town                                       | 3-0                                               | Wellington Town                                   |
| 1926-27   | Cradley Heath                                     | 1-0                                               | Burton Town                                       |
| 1927-28   | Burton Town                                       | 3-2                                               | Hereford United                                   |
| 1928-29   | Burton Town                                       | 2-0                                               | Hereford United                                   |
| 1929-30   | Oakengates Town                                   | 3-1                                               | Kidderminster Harriers                            |
| 1930-31   | Nuneaton Town                                     | 4-2                                               | Evesham Town                                      |
| 1931-32   | Redditch Town                                     | 3-2                                               | Brierley Hill Alliance                            |
| 1932-33   | Brierley Hill Alliance                            | 3-2                                               | Redditch Town                                     |
| 1933-34   | Kidderminster Harriers                            | 2-1                                               | Dudley Town                                       |
| 1934-35   | Kidderminster Harriers                            | 5-2                                               | Nuneaton Town                                     |
| 1935-36   | Hednesford Town                                   | 3-1                                               | Burton Town                                       |
| 1936-37   | Brierley Hill Alliance                            | 5-2                                               | Tamworth                                          |
| 1937-38   | Kidderminster Harriers                            | 2-1                                               | Burton Town                                       |
| 1938-39   | Redditch Town                                     | 1-0                                               | Darlaston Town                                    |
| 1939-45   | Ingen turneringer på grund af anden verdenskrig.  | Ingen turneringer på grund af anden verdenskrig.  | Ingen turneringer på grund af anden verdenskrig.  |
| 1945-46   | Kidderminster Harriers                            | 5-0                                               | Stourbridge                                       |
| 1946-47   | Wellington Town                                   | 2-1                                               | Bromsgrove Rovers                                 |
| 1947-48   | Atherstone Town                                   | 2-0                                               | Bromsgrove Rovers                                 |
| 1948-49   | Nuneaton Borough                                  | 2-1                                               | Banbury Spencer                                   |
| 1949-50   | Stourbridge                                       | 2-1                                               | Bedworth Town                                     |
| 1950-51   | Lockheed (Leamington)                             | 3-1                                               | Hereford United                                   |
| 1951-52   | Brierley Hill Alliance                            | 2-1                                               | Halesowen Town                                    |
| 1952-53   | Brierley Hill Alliance                            | 2-1                                               | Nuneaton Borough                                  |
| 1953-54   | Burton Albion                                     | 2-1                                               | Brierley Hill Alliance                            |
| 1954-55   | Brush Sports                                      | 1-1                                               | Hinckley Athletic                                 |
| 1955-56   | Nuneaton Borough                                  | 2-0                                               | Brush Sports                                      |
| 1956-57   | Lockheed (Leamington)                             | 2-0                                               | Redditch United                                   |
| 1957-58   | Moor Green                                        | 1-0                                               | Lockheed (Leamington)                             |
| 1958-59   | Stourbridge                                       | 2-1                                               | Lockheed (Leamington)                             |
| 1959-60   | Nuneaton Borough                                  | 1-0                                               | Banbury Spencer                                   |
| 1960-61   | Tamworth                                          | 3-1                                               | Rugby Town                                        |
| 1961-62   | Lockheed (Leamington)                             | 5-1                                               | Rugby Town                                        |
| 1962-63   | Stratford Town                                    | 2-1                                               | Lockheed (Leamington)                             |
| 1963-64   | Kidderminster Harriers                            | 3-2                                               | Tamworth                                          |
| 1964-65   | Kidderminster Harriers                            | 3-1                                               | Dudley Town                                       |
| 1965-66   | Tamworth                                          | 3-1                                               | Kidderminster Harriers                            |
| 1966-67   | Kidderminster Harriers                            | 6-3                                               | Nuneaton Borough                                  |
| 1967-68   | Stourbridge                                       | 4-3                                               | Halesowen Town                                    |
| 1968-69   | Tamworth                                          | 6-3                                               | Bilston Town                                      |
| 1969-70   | Lockheed (Leamington)                             | 3-0                                               | Burton Albion                                     |
| 1970-71   | Rugby Town                                        | 2-0                                               | Burton Albion                                     |
| 1971-72   | Lockheed (Leamington)                             | 1-0                                               | Highgate United                                   |
| 1972-73   | Darlaston Town                                    | 2-1                                               | AP Leamington                                     |
| 1973-74   | Highgate United                                   | 3-2                                               | Darlaston Town                                    |
| 1974-75   | Atherstone Town                                   | 1-0                                               | AP Leamington                                     |
| 1975-76   | Worcester City                                    | 1-0                                               | Stourbridge                                       |
| 1976-77   | Redditch United                                   | 3-0                                               | Atherstone Town                                   |
| 1977-78   | Nuneaton Borough                                  | 1-0                                               | Redditch United                                   |
| 1978-79   | Bedworth United                                   | 2-0                                               | AP Leamington                                     |
| 1979-80   | Nuneaton Borough                                  | 2-0                                               | Lye Town                                          |
| 1980-81   | Bedworth United                                   | 2-0                                               | Alvechurch                                        |
| 1981-82   | Bedworth United                                   | 4-2                                               | Alvechurch                                        |
| 1982-83   | Birmingham City                                   | 1-0                                               | Aston Villa                                       |
| 1983-84   | Halesowen Town                                    | 1-0                                               | Dudley Town                                       |
| 1984-85   | Aston Villa                                       | 3-1                                               | Wednesfield Social                                |
| 1985-86   | Dudley Town                                       | 4-2                                               | Willenhall Town                                   |
| 1986-87   | Wolverhampton Wanderers                           | 2-1                                               | Burton Albion                                     |
| 1987-88   | West Bromwich Albion                              | 3-1                                               | Bedworth United                                   |
| 1988-89   | VS Rugby                                          | 1-0                                               | Bromsgrove Rovers                                 |
| 1989-90   | West Bromwich Albion                              | 2-0                                               | Atherstone United                                 |
| 1990-91   | West Bromwich Albion                              | 2-0                                               | Nuneaton Borough                                  |
| 1991-92   | VS Rugby                                          | 3-0                                               | Birmingham City                                   |
| 1992-93   | Nuneaton Borough                                  | 2-0                                               | VS Rugby                                          |
| 1993-94   | Walsall                                           | 3-0                                               | Hednesford Town                                   |
| 1994-95   | Solihull Borough                                  | 2-0                                               | Aston Villa                                       |
| 1995-96   | Birmingham City                                   | 2-0                                               | Aston Villa                                       |
| 1996-97   | Burton Albion                                     | 3-1                                               | Tamworth                                          |
| 1997-98   | Halesowen Town                                    | 3-1                                               | Redditch United                                   |
| 1998-99   | Birmingham City                                   | 4-1                                               | Wolverhampton Wanderers                           |
| 1999-2000 | Birmingham City                                   | 1-0                                               | Walsall                                           |
| 2000-01   | Moor Green                                        | 3-1                                               | Tamworth                                          |
| 2001-02   | Nuneaton Borough                                  | 2-0*                                              | West Bromwich Albion                              |
| 2002-03   | Birmingham City                                   | 2-0*                                              | Moor Green                                        |
| 2003-04   | Moor Green                                        | 1-0                                               | Wolverhampton Wanderers                           |
| 2004-05   | Redditch United                                   | 3-2                                               | Birmingham City                                   |
| 2005-06   | Willenhall Town                                   | 1-0                                               | Stourbridge                                       |
| 2006-07   | Coventry City                                     | 3-2*                                              | Walsall                                           |
| 2007-08   | Birmingham City                                   | 5-0                                               | Burton Albion                                     |
| 2008-09   | Hednesford Town                                   | 2-0                                               | Stourbridge                                       |
| 2009-10   | Nuneaton Town                                     | 2-1                                               | Alvechurch                                        |
| 2010-11   | Sutton Coldfield Town                             | 1-0                                               | Nuneaton Town                                     |
| 2011-12   | West Bromwich Albion                              | 2-0                                               | Solihull Moors                                    |

* Efter forlænget spilletid.

## Rekorder
- Flest sejre

- Aston Villa FC (19)

- Flest sejre i træk

- Aston Villa FC (4): 1882–1885, 1888–1891

- Antal finaledeltagelser

- Aston Villa FC (29)

- Flest mål i en finale

- 1905: Small Heath FC 7-2 West Bromwich Albion FC
- 1967: Kidderminster Harriers FC 6-3 Nuneaton Borough FC
- 1969: Tamworth FC 6-3 Bilston Town FC